# هاري هوكينز (لاعب كرة قدم)
هاري هوكينز (بالإنجليزية: Harri Hawkins)‏ هو لاعب كرة قدم بريطاني في مركز الدفاع، ولد في 28 فبراير 1993 في كامبريدج في المملكة المتحدة. لعب مع لودون يونايتد.

## وصلات خارجية
- هاري هوكينز (لاعب كرة قدم) على موقع قاعدة بيانات كرة القدم.إي يو (الإنجليزية)
- هاري هوكينز (لاعب كرة قدم) على موقع Soccerway.com (الإنجليزية)